# Slapp Happy
Slapp Happy was een Duits/Britse avant-garde progressieve rockgroep, met als leden Anthony Moore (keyboards), Peter Blegvad (gitaar) en Dagmar Krause (zang). De groep ontstond in Duitsland in 1972 en verhuisde in 1974 naar Engeland waar de groep opging in de band Henry Cow. Die samenwerking eindigde echter gauw daarna en Slapp Happy splitte. Vanaf 1982 waren er diverse korte reünies om te werken aan een opera, een cd op te nemen en te toeren door Japan.
Het geluid van Slapp Happy werd gekarakteriseerd door de originele en idiosyncratische zangstijl van Dagmar Krause, die bij sommigen erg geapprecieerd wordt, maar door anderen gehaat.

## Geschiedenis

### Duitsland
Slapp Happy werd in 1972 in de Duitse stad Hamburg gevormd door de Britse experimentele componist Anthony Moore. Moore had twee avant-garde/experimentele solo-elpees opgenomen voor het label Polydor in Duitsland. Toen zijn derde plaat werd geweigerd omdat deze niet commercieel genoeg was, stelde hij een pop-project voor, met zijn vriendin Dagmar Krause uit Hamburg, en een Amerikaanse vriend die op bezoek was, Peter Blegvad. In die periode kon Dagmar wegens stemproblemen niet zingen, maar toen Moore en Belgvad beweerden dat hun eigen zangstem "verschrikkelijk" was, ging ze akkoord om voor de groep te zingen.
Met de krautrockgroep Faust als begeleidingsband, nam Slapp Happy hun debuutalbum Sort Of op voor Polydor Duitsland in 1972. De nummers waren eenvoudige, primitieve popnummers; een "naïeve rock", zoals Peter Blegvad het stelde. Samen met daarbij nog Dagmar Krauses zuivere en onschuldig klinkende stem, was het typisch geluid van Slapp Happy gevestigd. Commercieel gezien scoorde de elpee niet erg sterk, vooral omdat de groep weigerde om live op te treden "zoals een echte popgroep".
In 1973 trok de band weer de studio in, opnieuw met Faust als steun, om hun tweede album Casablanca Moon op te nemen. Na het commercieel mislukken van Sort Of, wenste Polydor nog populairder klinkend materiaal, en zo schreven Moore en Blegvad "conventionele" popnummers met mooie melodieën en poëtische teksten. Polydor was echter nog steeds niet tevreden en weigerde het album uit te brengen.

### Engeland
De groep verliet vervolgens het label Polydor Duitsland en verhuisde naar Londen, waar ze al gauw een contract tekenden bij het opkomende Virgin Records label, dat op zoek was naar experimentele bands. Ook Faust en Henry Cow hadden reeds getekend. In de Manor Studios van Virgin in Oxfordshire, nam Slapp Happy Casablanca Moon opnieuw op met de hulp van studiomuzikanten, en Virgin bracht het album uit onder de naam Slapp Happy in 1974. De nummers waren zowel tekstueel als muzikaal gesofisticeerder dan deze op Sort Of en hun excentriciteit toonde Slapp Happy's ambivalentie ten opzichte van popmuziek. Slapp Happy en Tubular Bells van Mike Oldfield waren financiële successen voor Virgin in 1974 en hielpen het financieren van niet-commerciële Virgin-uitgaven uit die tijd. Slapp Happy werd later opnieuw uitgebracht als Casablanca Moon.
Pas in 1980 bracht het label Recommended Records de originele versie van Casablanca Moon (met Faust) uit als Acnalbasac Noom (de woorden van de oorspronkelijke titel in omgekeerde richting). Een vergelijking van beide uitgaven toonde twee erg verschillende arrangementen. Acnalbasac Noom voelde ruw en ongesofistikeerd aan (wat veel fans aansprak), terwijl Casablanca Moon eerder sentimenteel en "dromerig" was, met complexe arrangementen, inclusief een strijkorkest.
Slapp Happy nodigde in november 1974 Henry Cow, een politiek georiënteerde avant-garde rockgroep, uit om als band in steun te spelen op hun volgende elpee voor Virgin. De twee bands namen Desperate Straights op onder de naam "Slapp Happy/Henry Cow". Het succes van deze samenwerking was verrassend, gezien de verschillen tussen beide bands, en de groepen besloten samen te gaan. Desperate Straights was de perfecte mix tussen avant-garde muziek en nostalgische pop. De muziek straalde soms het gevoel van een Berlijns cabaret uit met wat avant-garde jazz.
De gefusioneerde groep keerde terug in de studio in het begin van 1975 om Henry Cows In Praise of Learning op te nemen (als "Henry Cow/Slapp Happy"). Naast de zang van Dagmar was de enige wezenlijke bijdrage van Slapp Happy te vinden in het nummer "War" van Moore en Blegvad, dat goed in de politieke agressie van het album paste. Verschillen in aanpak tussen beide bands resulteerden echter uiteindelijk in het vertrek van Anthony Moore en Peter Blegvad, aangevend dat de muziek van Henry Cow te serieus (en te politiek) was naar hun smaak. Dagmar Krause koos echter om te blijven bij Henry Cow, dat een zanger nodig om hun muziek te ondersteunen. Dit betekende echter het eind van Slapp Happy als band.

### Reünies
Anthony Moore en Peter Blegvad gingen daarna beide solo verder. Pas in 1982 kwam het trio kortstondig weer bijeen om een nieuwe single van Slapp Happy op te nemen, namelijk "Everybody's Slimmin'" en het te spelen in het Institute of Contemporary Arts in Londen in 1983.
Het drietal werkte in 1991 weer samen, ditmaal een televisie-opera "Camera", in opdracht van de BBC. Het werk was gebaseerd op een oorspronkelijk idee van Dagmar Krause, met tekst van Peter Blegvad en muziek van Anthony Moore. Dagmar speelde het hoofdpersonage "Melusina". De opera werd twee jaar later op Channel 4 in het Verenigd Koninkrijk uitgezonden. De soundtrack Camera verscheen op cd in 2000, weliswaar onder de namen "Dagmar Krause, Anthony Moore en Peter Blegvad". Met uitzondering van de zang van Dagmar, werd de muziek van Camera gespeeld door artiesten buiten de band, en zodoende is Camera strikt gezien geen echt Slapp Happy album.
In 1997 kwam Slapp Happy opnieuw samen om een nieuw studio-album op te nemen, namelijk Ça Va, op Richard Bransons nieuwe V2-label. Het was het eerste album van Slapp Happy sinds 1975, en de muziek ging verder met het werk waarmee ze gestopt waren, namelijk intellectuele en eigenzinnige popnummers. In tegenstelling tot vroeger speelde men de muziek ditmaal echter volledig zelf. De leden bespeelden alle instrumenten en gebruikten een digitale studio om in veel nummers een gelaagd geluid te produceren. Dit verlaten van Slapp Happy's "akoestische geluid" ontgoochelde sommige fans, maar het album werd in het algemeen goed onthaald.
In 1994 leverde Slapp Happy (& friends) een karakteristieke bijdrage aan het album Flotsam Jetsam van Robert Wyatt bij het nummer A Little Something.
Slapp Happy werd erg populair in Japan en in 2000 toerde de groep door dat land. De band trad op zonder achtergrondmuzikanten in steun. Een cd Live in Japan verscheen in 2001, enkel in Japan.

## Muziek
De muziek van Slapp Happy was excentrieke popmuziek met een "avant-garde" kantje aan. Men haalde inspiratie uit een verscheidenheid aan muzikale begrippen, zoals walsen, bossanova's, Franse chansons en tango's. De teksten waren onderlegd en speels, met een stemming die van dromerig tot sinister varieerde.
Het was echter vooral de ongewone en mysterieuze hoge stem van Dagmar Krause die de band echt deed opvallen. Haar zang met Duits accent ging van een zachte melodieus gezang tot een Armageddonstijl zoals getypeerd op In Praise of Learning.
De muziek van Slapp Happy moet men enigszins leren appreciëren, maar is voor liefhebbers betoverend en intrigerend.

## Discografie
Dit zijn de albums van Slapp Happy (zonder bootlegs) met erbij het jaar waarin ze het eerst verschenen:
- 1972 Sort Of (lp Polydor, Duitsland)
- 1974 Slapp Happy (ook bekend als Casablanca Moon) (lp Virgin Records, Verenigd Koninkrijk)
- 1975 Desperate Straights (als "Slapp Happy/Henry Cow") (lp Virgin Records, Verenigd Koninkrijk)
- 1975 In Praise of Learning (als "Henry Cow/Slapp Happy") (lp Virgin Records, Verenigd Koninkrijk)
- 1980 Acnalbasac Noom (lp Recommended Records, Verenigd Koninkrijk)
- 1998 Ça Va (cd V2 Records, Verenigd Koninkrijk)
- 2000 Camera (als "Dagmar Krause/Anthony Moore/Peter Blegvad") (cd Blueprint records, Verenigd Koninkrijk)
- 2001 Live in Japan (cd FMN Records, Japan)

## Trivia
- Op Slapp Happy's eerste album, Sort Of, staat Dagmar Krause vermeld als "Daggi".
- Op de volgende drie albums van Slapp Happy, Slapp Happy, Desperate Straights en In Praise of Learning, staat Dagmar Krause vermeld als "Dagmar".
- Vanaf Acnalbasac Noom wordt haar volledige naam vermeld.